# Chinchilla chinchilla
La chinchilla de cola corta (Chinchilla chinchilla), también conocida como chinchilla peruana, chinchilla del altiplano, chinchilla cordillerana, chinchilla de las cordilleras y chinchilla real, es una especie de roedor histricomorfo de la familia Chinchillidae. Habita el altiplano andino, desde el sur del Perú y el oeste de Bolivia, hasta el noreste de Chile y el norte de  Argentina. Por ser su piel altamente demandada, su caza indiscriminada produjo que la población se reduzca dramáticamente. La UICN estimó una reducción del 90 % de la población en solo 3 generaciones (15 años), colocándola entre las especies amenazadas.
En Perú y Bolivia no existen colectas de individuos desde hace 50 años; sin embargo reportes recientes, basados en entrevistas con gente local y observaciones de guardaparques, en la Reserva nacional Eduardo Abaroa en el Departamento de Potosí, en la región del sudoeste boliviano fronteriza con la Región de Antofagasta de Chile, parecen indicar poblaciones extensas. En Bolivia, es poco probable que la especie se encuentre en otros sitios de su rango de distribución histórico. Actualmente existen registros de poblaciones en Argentina y Chile; se encuentra extinta en Perú, y su presencia en Bolivia es incierta.

## Características
Tiene el pelaje suave, denso y largo (más que el de cola larga). Su piel es excepcionalmente suave porque cada folículo del pelo tiene un pelo de la guarda rodeado por dos grupos de 50-75 pelos de lana suaves que forman un manojo. Entre los machos es de tamaño mediano, con un peso de 400-500 g y con las siguientes medidas del cuerpo: largo total 220-256 mm, largo de la pata 57-59 mm y oreja 60-62 mm (medidas para tres especímenes depositados en el Museo de Historia Natural de Londres; Anderson 1997). Los machos son de menor tamaño que las hembras. El dorso tiene una coloración general azulada, gris perla o gris oscuro, usualmente con el extremo de los pelos de color negro; el vientre es amarillo claro. El comercio de pieles en el pasado ha documentado una variación geográfica en el color del pelaje (Tarifa & Yensen, 2010). La cabeza es grande y el hocico es ancho. Las patas anteriores son cortas, pero con dedos flexibles.

## Historia Natural
Se conoce muy poco sobre la historia natural de la chinchilla real, debido a su casi extinción en vida silvestre (Tarifa & Yensen 2010). Es una especie colonial, pero no se tienen datos sobre el tamaño de sus colonias; se puede inferir a partir del conocimiento sobre Ch. lanigera que el tamaño varía entre pocos individuos a varios cientos (Tarifa & Yensen, 2010). Está adaptada a ambientes rocosos y es nocturna, pero pueden tomar baños de sol sobre las rocas (Tarifa & Yensen, 2010). Su dieta consistiría de vegetación coriácea de alta montaña, incluyendo gramíneas de los géneros Festuca y Districhia y arbustos de los géneros Senecio y Parastrephia; ocasionalmente capturaría insectos (Muñoz-Pedreros, 2000). No se tiene datos sobre su reproducción en vida silvestre, pero se podría suponer que es similar a la de Ch. lanigera, con dos camadas por año y un promedio de 1,75 crías (Tarifa & Yensen, 2010). Es una especie adaptada a un clima frío entre los 3000-5000 m s. n. m. (metros sobre el nivel del mar), habitando en áreas áridas con pastizales y arbustos (Eisenberg & Redford, 1999; Muñoz-Pedreros, 2000). Las consecuencias ecológicas de la casi extinción de la chinchilla en vida silvestre no han sido examinadas, pero es probable que por su asociación con los roquedales haya tenido una relación ecológica similar a la que tiene la vizcacha con especies de felinos altamente amenazados como el gato andino (Leopardus jacobita), además de otras consecuencias sobre las comunidades de plantas de los altos Andes.
En estado silvestre, las chinchillas hacen sus madrigueras bajo rocas o en el piso. Viven en clima frío, por lo cual poseen un denso pelaje. Se alimentan principalmente de vegetación. Las chinchillas son sociales, viviendo en colonias. Tienen usualmente camadas de una a dos crías.

## Distribución
La distribución histórica de la chinchilla especie a nivel global abarcada los Andes de Bolivia, sur del Perú, noroeste de Argentina y norte de Chile (Tarifa & Yensen, 2010). En Bolivia, su distribución histórica abarcaba los departamentos de Potosí (provincias Lípez y Porco), La Paz, Cochabamba y Oruro (Anderson, 1997; Tarifa, 1996; Yensen & Tarifa, 1993; Tarifa 2009). Entrevistas con pobladores locales sugieren que existirían aún poblaciones de chinchilla al sur del departamento de Potosí (Lilian Villalba & Nuria Bernal, comunicación personal), en el Parque nacional Sajama (Yensen & Tarifa, 1993) y en el Área Natural de Manejo Integrado Apolobamba (Tarifa 2009).

## Comercialización
Muchas chinchillas se crían en cautiverio por su preciada piel, muy fina y densa, de alta demanda en la industria peletera. La caza comercial comenzó en 1829 y fue incrementándose cada año, con cerca de medio a un millón de pieles anualmente, muy demandadas en Estados Unidos y en Europa. La continua e intensa caza, sin embargo, no pudo mantenerse y, hacia 1917, fue considerado un recurso económicamente extinto. La caza de chinchillas se hizo ilegal en 1929, pero no se ejercieron medidas sino hasta 1983. El último avistamiento de este animal en la naturaleza fue en 1953.

## Amenazas
La causa de la extinción en vida silvestre de la chinchilla se debió mayormente a la caza intensiva por su valiosa piel de la que fue objeto en el siglo XVIII y XIX. Ambas especies de chinchilla eran usadas por su piel, carne y como mascotas antes del imperio inca por las culturas chichas, aimaras y huancas. En el tiempo de los incas se cazaban para la confección de abrigos para la nobleza y el consumo de carne (Tarifa & Yensen, 2010). El valor económico y la calidad de la piel de la chinchilla fueron reconocidos durante la Conquista Española, y se exportaron pieles a Europa. No obstante, la explotación comercial comenzó en 1828 (Jiménez, 1996).
Ch. chinchilla fue la especie primeramente exportada, porque su piel era considerada más valiosa; Jiménez (1996) estimó que en 1830 se exportaron 2800 pieles/año y entre 1900 y 1909 se exportaron 254 000 pieles/año. Se calculó que entre 1840 y 1916 se exportaron desde Chile más de 7 millones de pieles de las dos especies de chinchilla; hasta 1914, la exportación de pieles de chinchilla fue el componente principal de exportación en Chile (Jiménez, 1996). En 1910, se suscribió un tratado entre Bolivia, Chile, Argentina y Perú para proteger la chinchilla, prohibiendo su caza, acopio y venta de pieles. No obstante, la suscripción de ese tratado incrementó el valor de la piel y contribuyó en última instancia al exterminio de las poblaciones silvestres de esta especie (Jiménez, 1996). En 1917, la exportación de pieles declinó a 356 pieles/año y se declaró económicamente extinta (Jiménez, 1996). El alto costo económico de la búsqueda y caza de la chinchilla fue lo que finalmente detuvo la demanda por la piel de chinchilla (Jiménez, 1996). Actualmente, la chinchilla es criada en cautiverio por su piel y para ser vendida como mascota, en varios países de Europa, Rusia, Canadá y Estados Unidos. Mientras tanto, su situación en vida silvestre es de alto riesgo en todo su rango de distribución.

## Conservación
Mundialmente la chinchilla está listada como «En Peligro Crítico» debido a la drástica reducción de sus poblaciones en el pasado. Se sospecha que las poblaciones de esta especie se han recuperado en algunas áreas debido a que su crianza en cautiverio ha reducido su caza ilegal. Sin embargo, no hay evidencia sobre la tendencia real de dicha recuperación (D’ Elia & Ojeda, 2008). En listas rojas regionales la chinchilla está listada en Peligro Crítico en Perú (Decreto Supremo n.º 034-2004-AG), Argentina (Díaz & Ojeda, 2000), Chile (Muñoz-Pedreros, 2000), y Bolivia.
En Chile se implementaron débiles esfuerzos de impedir la extinción de esta especie en los años 1890, pero eran medidas no reguladas. El Tratado de 1910 entre Chile, Bolivia, Argentina y Perú fue el primer esfuerzo internacional de frenar la caza y la comercialización de las especies de chinchillas. Desafortunadamente, este esfuerzo hizo aumentar su precio, y hubo un aumento de la caza ilegal de las poblaciones ya diezmadas. La primera ley de protección exitosa en Chile fue implementada en 1929. En 1996, la chinchilla fue listada como especie en «Riesgo de Extinción» en Chile y como «Críticamente Amenazadas» por la UICN.

## Subespecies
Se reconocen dos subespecies de Chinchilla chinchilla:
- Chinchilla chinchilla subsp. chinchilla
- Chinchilla chinchilla  subsp. boliviana